# 合瓣莲属
合瓣莲属（学名：Barclaya）又名辣椒草属、长叶睡莲属，包括2-4种，原生于亚洲热带地区，沉水植物，有椭圆形的块茎，叶长或圆形，没于水下，花浮出水面以上，多作为水族箱中的观赏植物。

## 分类
1981年的克朗奎斯特分类法将本属单独分出一个科—合瓣莲科，属于睡莲目，1998年根据基因亲缘关系分类的APG 分类法和2003年经过修订的APG II 分类法将本属合并到睡莲科中，直接列到被子植物分支下面，不属于任何一个目。

### 内部分类
- 合瓣莲 Barclaya longifolia Hochst. ex A.Rich.：又名长叶睡莲、红海带、绿海带
- 马来合瓣莲 Barclaya kunstleri (King) Ridley
- 婆罗洲合瓣莲 Barclaya motleyi Hooker f.：又名紫蝶
- 沼生合瓣莲 Barclaya rotundifolia Hotta